# Ivan Davis
Ivan Roy Davis Jr. (Electra, 4 febbraio 1932 – Miami, 12 marzo 2018) è stato un pianista statunitense.
Diplomatosi nel 1952 al College of Music dell'Università del North Texas,, conseguì poi una borsa di studio per studiare all'Accademia Nazionale di Santa Cecilia a Roma. Vinse il secondo premio al Concorso pianistico internazionale Ferruccio Busoni nel 1956 e nel 1957   ed il primo premio, nel 1958, al Concorso pianistico dell'Accademia Nazionale di Santa Cecilia.  Nell'aprile del 1960, Davis vinse il Concorso pianistico Franz Liszt di New York City. Ha studiato con Silvio Scionti, Carlo Zecchi e Vladimir Horowitz.

## Discografia
- "Davis Plays Czerny, Schumann, Liszt", Audiofon, CD 72004
- "The Wind Demon and other 19th century piano music", New World, 80257-2
- "Piano Music of Grieg - Ivan Davis", Audiofon, CD 72022
- "Liszt - Piano Concertos - Ivan Davis", London Weekend Classics, 421-629-2
- "Souvenir de Porto Rico, Op. 31 (Gottschalk)|Souvenir de Porto Rico - Piano Music of Gottschalk - Ivan Davis", London Weekend Classics, 436-108-2
- "Gershwin - Rhapsody in Blue - Cleveland Orchestra - Maazel", London Jubilee, 417-716-2
- "Digital George - Gershwin Classics", Musical Heritage Society, 513380w
- "Chopin - Favourite Piano Works - Ivan Davis", Castile Communications, CCD-106
- "Tchaikovsky - Piano Concerto No. 1 - Davis", Castile Communications, CCD-103
- "Liszt's Greatest Hits - Hungarian Fantasy with Ormandy, Philadelphia Orchestra, CBS-MLK-39450
- Great Galloping Gottschalk: America's First Superstar, London Records/Decca (1975) CS 6943
- "Music of George Antheil", Music Masters Classics (BMG), 67094-2  Performer - Ivan Davis at CD Universe, su cduniverse.com.